# Liste der Einträge im National Register of Historic Places im Wetzel County
Diese Liste der Einträge im National Register of Historic Places im Wetzel County enthält alle im Wetzel County, West Virginia in das National Register of Historic Places eingetragenen Gebäude, Bauwerke, Objekte, Stätten oder historischen Distrikte.
Diese Liste entspricht dem Bearbeitungsstand des National Park Service/National Register of Historic Places vom 27. September 2024.

## Legende
| NRHP | Historic Place             |
| HD   | National Historic District |

## Aktuelle Einträge
| [ 2 ] | Name                                        | Bild                                        | Eintragsdatum                 | Lage                                                                                               | Ort              | Beschreibung |
| ----- | ------------------------------------------- | ------------------------------------------- | ----------------------------- | -------------------------------------------------------------------------------------------------- | ---------------- | ------------ |
| 1     | Fish Creek Covered Bridge                   | weitere Bilder                              | 4. Juni 1981 ID-Nr. 81000609  | County Route 13, westlich der U.S. Route 250 und West Virginia Route 7 39° 40′ 20″ N, 80° 27′ 9″ W | Hundred          |              |
| 2     | New Martinsville Downtown Historic District | New Martinsville Downtown Historic District | 23. Sep. 1988 ID-Nr. 88000675 | Main und Washington Sts., mit der Monroe Alley 39° 38′ 28″ N, 80° 51′ 16″ W                        | New Martinsville |              |
| 3     | North Street Historic District              | North Street Historic District              | 7. Juni 1988 ID-Nr. 88000677  | North St. zwischen der Florida St. und der Eisenbahnstrecke 39° 38′ 33″ N, 80° 51′ 42″ W           | New Martinsville |              |
| 4     | War Memorial Building                       | War Memorial Building                       | 9. Juli 1997 ID-Nr. 97000787  | 501 N. Main St. 39° 38′ 42″ N, 80° 51′ 52″ W                                                       | New Martinsville |              |